# Drapeau du département d'Antioquia
Le drapeau du département d'Antioquia est le drapeau officiel du département colombien d'Antioquia. 

## Histoire
Il est officiellement adopté le 10 décembre 1962 via l'ordonnance N°6 de l'assemblée départementale. 

## Description
Il est composé de deux bandes horizontales d'égale hauteur vert et blanc.
Ses proportions sont de 2 de large pour 1 de haut.

## Symbolique
Le blanc symbolise la pureté, l'intégrité, l'obéissance, l'éloquence et le triomphe.
Le vert symbolise les montagnes, l'espoir, l'abondance, la foi, le service et le respect.